# Плодовое пюре

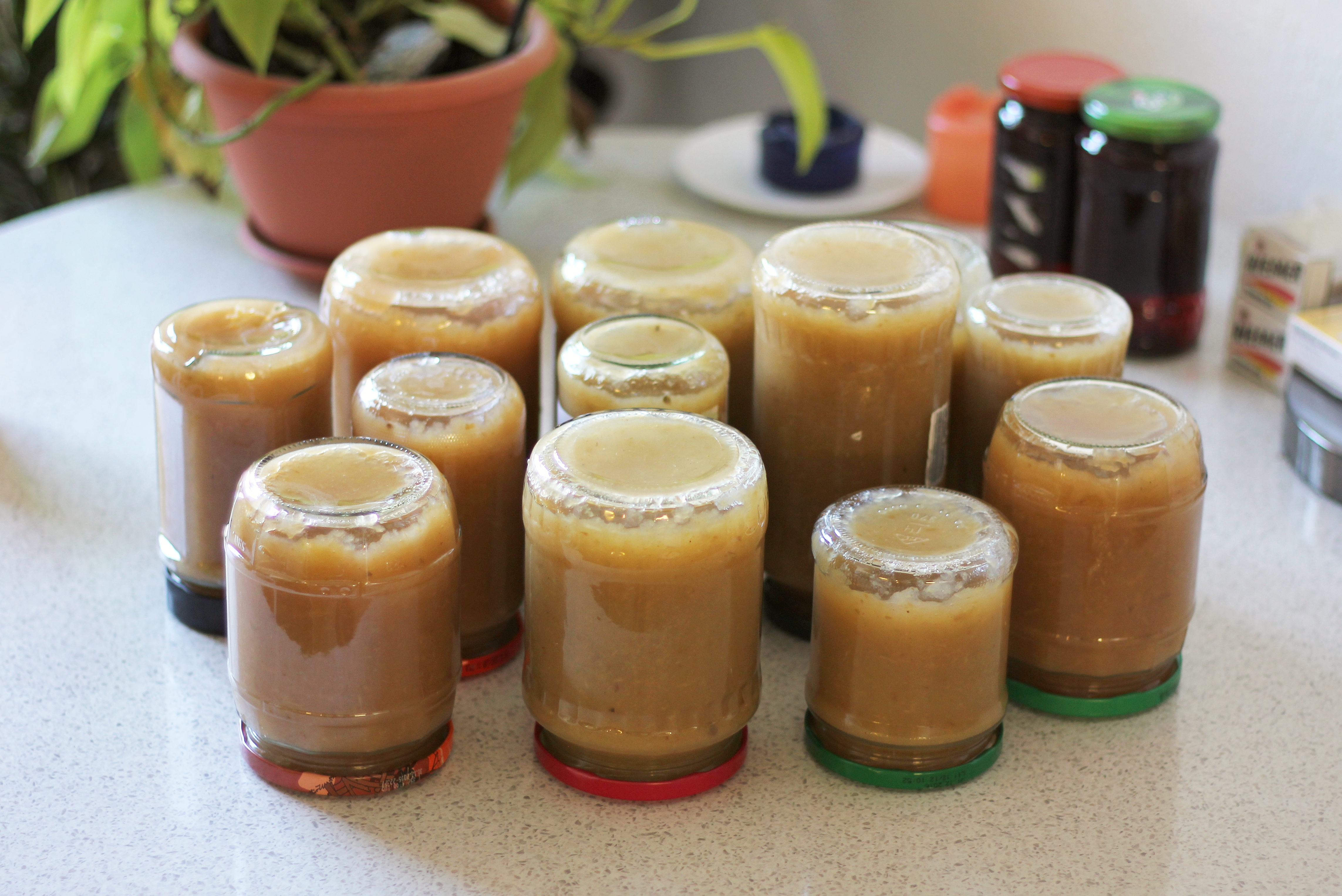
Домашние заготовки яблочного пюре

Плодовое пюре, ягодное пюре — однородно и равномерно протёртая мякоть плодов и ягод, обычно производится из одного вида плодов или ягод в самом широком ассортименте. Наибольшее количество плодовых пюре производят из яблок. Наряду с известными яблочным, грушевым и сливовым пюре в СССР производили пюре абрикосовое, айвовое, брусничное, вишнёвое, голубичное, ежевичное, клубничное, кизиловое, красно- и черносмородиновое, клюквенное, малиновое, персиковое, черничное и черешневое. Для плодовых и ягодных пюре подходит сырьё в стадии полной зрелости, когда плоды и ягоды содержат наибольшее количество питательных веществ.
В промышленном производстве для приготовления пюре плоды и ягоды промывают и сортируют, затем размягчают бланшированием (шпаркой) в воде или паром и ещё в горячем виде дважды протирают с помощью специальных машин. Горячее протёртое пюре для хранения консервируют стерилизацией или химическими консервантами. Вишню, черешню, кизил, сливу с тонкой кожицей и большинство ягод шпарке не подвергают. В результате стерилизации пюре получается натуральный плодоягодный продукт без консервантов и добавления сахара, который незамедлительно расфасовывают в жестяную или стеклянную тару различного объёма в зависимости от назначения: для розничной продажи, общественного питания и промышленной переработки. Для ягодных пюре предпочтительнее использование стеклянной посуды. Для консервирования плодовых пюре без стерилизации применяются растворённые в воде сернистый ангидрид (сульфитация) или бензойнокислый натрий.
Стерилизованные фруктовые пюре употребляются непосредственно в пищу с сахаром и без, особенно в детском питании, применяются при приготовлении каш, пудингов, соусов и начинки для пирожков и тортов, а также в производстве конфет и варки повидла. Плодовые и ягодные пюре, консервированные с помощью химических веществ, пригодны только для дальнейшей переработки в повидло, мармелад, пастилу, начинки и фруктовые пасты. Сульфитированный полуфабрикат ядовит и подвергается обязательной предварительной обработке кипячением, чтобы улетучилась сернистая кислота.